# Kőkamra
A Kőkamra bazaltban kialakult barlang. A Balaton-felvidéki Nemzeti Parkban helyezkedik el.

## Leírás
Nagygörbő szélén, a Kovácsi-hegy Bazaltutcájában nyílik. Nagygörbőről D felé indul a 2 km-es portalanított üzemi út egy kőbányához, mely találkozási pont, parkolóhely lehet a barlang felkeresése során. A bánya üzemi épületeitől jobbra, Ny felé a meddőhányó aljánál elhaladva vezet az út a Bazaltutcába. A nagygörbői bányától kb. 450 m-re van a barlang, a Bazaltutca főágának DK-i oldalában, a bazaltorgonák után kb. 30 m-re. A Bazaltutca alján lévő alig járt ösvény felett kb. 4 m relatív magasságban, kis kőfolyás fejénél, szürke bazaltból lévő sziklafal hasadékában van a barlang ÉNy felé néző szája.
A barlang előterét 3×4 m-es sziklaudvar képezi, melynek első fele teljesen nyitott, hátsó része sziklaereszt képez. E sziklaereszből nyílik jobbra és balra is a tulajdonképpeni barlang. A jobb oldali rész 2 m hosszú omladékos tetejű guggolva járható folyosóval kezdődik, amelynek szélessége 60 cm és magassága 70 cm. Ez a folyosó vezet a háromszög alaprajzú magas fülkébe. A fülke alsó mérete kb. 1,5 m és magassága eléri a 4 m-t. Belőle a sziklafal frontja felé keskenyedő rés vezet, mely aztán járható nyílással, ablakkal a külszínre lyukad. Ellenkező irányba is vezet belőle lépcsőzetesen emelkedő és szintén keskenyedő rés a Bazaltutca mellékutcája felé, mely bár szintén a külszínre lyukad, de járhatatlanul szűk. A sziklaereszből balra nyíló barlangrész 3 m hosszú, L alakú alacsony járat. A barlang hossza 11,9 m. A korábbi irodalomban (Leél-Őssy Sándor 1959) említett kb. 4 m-es hossz valószínűleg csak a jobb oldali folyosó és fülke (vagy netán az udvar) becsült hossza.
Barlangjáró alapfelszereléssel járható. Törmelékes alja szinte teljes egészében alkalmas ásatásra, amely talán nem is lenne eredménytelen.
Genetikailag a vulkáni kőzetekben másodlagos úton létrejövő üregek csoportjába tartozik, ezen belül pedig atektonikus keletkezésű üregnek tekinthető. A Bazaltutca alakulásával egy időben indult meg fejlődése, ekkor keletkeztek a befoglaló sziklában a repedések, melyek aztán fokozatosan nyíltak szét, létrehozva a barlangot. E barlanggenetikailag meghatározó repedések ma is jól láthatók az üreg tetején.
Előfordul a barlang az irodalmában Kő-kamra (Eszterhás 1984), Kü-kamra (Eszterhás 1984), Kükamra (Kordos 1984), Zsivány-barlang (Eszterhás 1984) és Zsiványbarlang (Kordos 1984) neveken is.

## Kutatástörténet
Az 1965. évi Karszt- és Barlangkutatási Tájékoztatóban publikált, Dornyay Béláról szóló nekrológban az olvasható, hogy a Balaton és környéke című útikönyvben Dornyay Béla bemutatja a Kükamara nevű barlangot. A Kovács-hegyről elmondja, hogy a hatalmas bazaltsziklák között hosszú és mély, árokszerű sziklautcák találhatók. Ezek egyikében van a Kükamara. Az 1984-ben megjelent Lista a Bakony barlangjairól című összeállítás szerint a Déli-Bakonyban, a 4430-as barlangkataszteri tájegységben, Nagygörbőn helyezkedik el a Kő-kamra, amelynek további nevei Kü-kamra és Zsivány-barlang. A vulkanikus barlang 4 m hosszú és ismeretlen mélységű.
Az 1984-ben napvilágot látott Magyarország barlangjai című könyv országos barlanglistájában szerepel a barlang Kükamra néven Zsiványbarlang névváltozattal. A listához kapcsolódóan látható a Déli-Bakony, a Balaton-felvidék és a Keszthelyi-hegység barlangjainak földrajzi elhelyezkedését bemutató 1:500 000-es méretarányú térképen a barlang földrajzi elhelyezkedése. Eszterhás István Magyarország nemkarsztos barlangjainak listája című, 1989-ben készült kéziratában az olvasható, hogy a Bakony hegységben, a 4440-es barlangkataszteri területen, Nagygörbőn lévő Kőkamra bazaltban alakult ki. A barlang 11,9 m hosszú és 4 m magas. A listában meg van említve az a Magyarországon, nem karsztkőzetben kialakult, létrehozott 220 objektum (203 barlang és 17 mesterséges üreg), amelyek 1989. év végéig váltak ismertté. Magyarországon 40 barlang keletkezett bazaltban. Az összeállítás szerint Kordos László 1984-ben kiadott barlanglistájában fel van sorolva 119 olyan barlang is, amelyek nem karsztkőzetben jöttek létre.
Az Eszterhás István által írt Magyarország nemkarsztos barlangjainak lajstroma című, 1993-ban készült kéziratban meg van említve, hogy a Bakony hegységben, a 4440-es barlangkataszteri területen, Nagygörbőn helyezkedik el a Kőkamra. A bazaltban keletkezett barlang 12 m hosszú és 4 m magas. Az összeállításban fel van sorolva az a Magyarországon, nem karsztkőzetben kialakult, létrehozott 520 objektum (478 barlang és 42 mesterséges üreg), amelyek 1993 végéig ismertté váltak. Magyarországon 49 barlang, illetve mesterségesen létrehozott, barlangnak nevezett üreg alakult ki, lett kialakítva bazaltban. A Bakony hegységben 123 barlang jött létre nem karsztkőzetben.

## További irodalom
- Eszterhás István: Die Basalthöhlen der Tátika- und Kovácsi-berg. Arbeitsmaterial der Höhlenforscher, 19. Jahrgang. 1987. DWBO Dresden. 11. old.